# Dieudonné Nzapalainga
Dieudonné Nzapalainga CSSp (Mbomou, 14 de març de 1967) és un prelat catòlic centreafricà, arquebisbe de Bangui des de 2012 i cardenal des de 2016. En el moment d'esdevenir cardenal era el cardenal més jove, a més de ser el primer nascut després del Concili Vaticà II.

## Joventut i formació
Provinent d'una família pobre, és el cinquè de 14 germans. Descobrí l'Església catòlica per mitjà d'un pare esperitià. Després de completar l'escola secundària començà el seu període de formació amb els esperitans com a postulant a Otéle (Camerun). Nzapalainga realitzà els seus estudis filosòfics a Libreville (Gabón), i el seu noviciat a Mbalmayo (Camerun) mentre que realitzava posteriorment estudis teològics a França. Realitzà els seus vots inicials a l'orde el 8 de setembre de 1994. El 6 de setembre de 1997 realitzà la seva professió solemne a la Congregació de l'Esperit Sant, sent ordenat diaca l'endemà. El 9 d'agost de 1998 va ser ordenat prevere a Bangassouu.
El nou prevere començà la seva missió pastoral a Marsella (França), treballant com a capellà a la casa de Sant Francesc de Sales, mentre que també treballava a la parròquia de Saint Jerome. En total, serví a França entre 1998 i 2005, quan tornà a la República Centreafricana. Al març de 2006 va ser nomenat Superior Regional per a la seva regió de l'orde, ocupant el càrrec fins al 2008.

## Bisbe
Nzapalainga esdevingué administrador apostòlic de l'arquebisbat de Bangui el 26 de maig de 2009, després de la dimissió de Paulin Pomodimo. Va ser nomenat arquebisbe de Bangui pel Papa Benet XVI el 14 de maig de 2012, rebent la consagració episcopal el 22 de juliol següent de mans del cardenal Fernando Filoni, abans d'instal·lar-se a la seva nova arxidiòcesi el 29 de juliol de 2012.
Des del 2013 serveix com a President de la Conferència Episcopal Centreafricana.
El 9 de setembre de 2014 va ser nomenat pel Papa Francesc pare sinodal per la Tercera assemblea general extraordinària del sínode de bisbes sobre la família, que se celebrà entre el 5 i el 19 de d'octubre, en qualitat de president de la conferència episcopal de Centroàfrica.
El gener de 2015 dirigí les negociacions per l'alliberament de la cooperadora francesa Claudia Priest, segrestada des de feia una setmana per les milícies anti-balaka, sent alliberada finalment el 23 de gener. El 19 d'agost de 2015 la Plataforma per la Pau Intereligiosa Centreafricana, fundada amb l'iman i el pastor de Bangui, va rebre el Premi Sergio Vieira de Mello.
Al novembre de 2015 acollí a Bangui el Papa Francesc en una de les seves etapes de la seva gira africana. El 29 de novembre, el Papa obrí a la catedral de Bangui la primera de les portes santes uns dies abans de la inauguració oficial del Jubileu de la Misericòrdia, fent així de la capital centreafricana la capital espiritual del món.

## Cardenal
El 9 d'octubre de 2016 el Papa Francesc anuncià que Nzapalainga seria creat cardenal. Va ser-ho en el consistori del 19 de novembre de 2016 pel Papa Francesc, rebent el títol de cardenal prevere de Sant'Andrea della Valle. Es convertí en el membre més jove del Sacre Col·legi i en el primer cardenal centreafricà.